# باراخس دي ميلو
بلدية باراخس دي ميلو (بالإسبانية: Barajas de Melo)‏، هي إحدى بلديات مقاطعة قونكة إحدى مقاطعات إسبانيا، والتي تقع في منطقة قشتالة لا منتشا وسط البلاد، والمائلة لجهة الشرق من إسبانيا.
يبلغ عدد سكانها 930 نسمة وفقاً لإحصائية سنة (2007).